# オットー・スコルツェニー
オットー・ヨハン・アントン・スコルツェニー（Otto Johann Anton Skorzeny、1908年6月12日 - 1975年7月6日）は、ドイツの軍人、武装親衛隊隊員。最終階級は親衛隊中佐。
コマンド部隊の指揮官として様々な奇襲・極秘作戦に従事したことから、「ヨーロッパで最も危険な男」と呼ばれた。

## 生涯

### 生い立ち
ウィーンの中産階級の家庭に生まれた。身長192cm、体重90kgの偉丈夫でウィーン工科大学在学時にはフェンシング選手としてウィーンで名が知られ、15回の個人的な決闘（学生決闘（メンズーア））を行い、10回目で頬に大きな傷を残した。
1931年にオーストリア・ナチ党に加わり、すぐに突撃隊に入隊した。当初から指導者としての適性を示し、1938年3月12日のドイツのオーストリア合邦の際には、併合協定調印を拒んだヴィルヘルム・ミクラス大統領をナチスの暴漢から守った。

### 第二次世界大戦

#### 初戦
1939年、第二次世界大戦が始まると土木技師をしていたスコルツェニーは空軍に志願したが、30歳を越えていたため入隊できなかった。替わって親衛隊特務部隊に入隊、1940年2月21日にLSSAH師団の一員として実戦に参加する。
東部戦線においてスコルツェニーは技術将校を務め、師団の戦車や車両の整備にあたっていたが彼はそれだけの任務に満足していなかった。1941年の冬、ドイツ軍による攻勢が行われた際、スコルツェニーは2人の士官と連れだって前線から約200m離れた待避壕で話をしている最中、赤軍によるカチューシャロケットの攻撃にあい後頭部を負傷する。いつもならばシュナップスと何錠かのアスピリンを飲んで凌いでいたスコルツェニーであったが、痛みがその後も続いたので、治療のために負傷兵として本国に帰還することになった。
1941年12月、体力の衰えたスコルツェニーはウィーンに移送され、1942年の初頭からは、ベルリンのLSSAH師団の補給所で技術関係の勤務につくことになる。因みに、この頃には既に一級鉄十字章を受けていた。

#### 特殊部隊へ

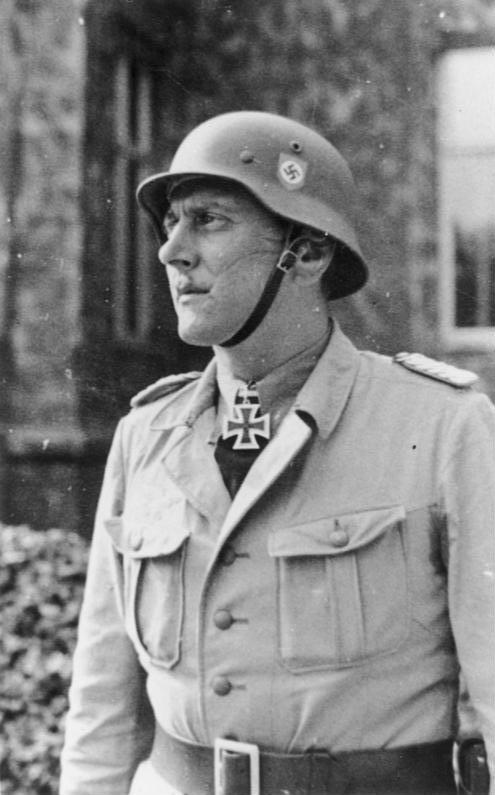
スコルツェニー（1943年）

数ヶ月して、スコルツェニーは親衛隊作戦本部に出頭するよう報告を受け「技術的訓練を受けた将校」で「特殊任務を達成できる」人材が必要であると司令部から説明された。スコルツェニーはじっと聞き耳をたて、補給所での退屈な任務から抜け出る機会だろうとみていた。司令部は、ドイツにもイギリスのようなコマンド部隊を設置する時が来たと説明しスコルツェニーはすすんでこれを受け入れ、1943年4月18日に予備役大尉へ昇進し『フリーデンタール特殊任務特別教育課程(ドイツ語：Sonderlehrgang zbV Friedenthal)』の隊長に就任する。部隊はベルリン近郊の「フリーデンタール訓練場」に因んで『SSフリーデンタール駆逐戦隊(ドイツ語：SS-Jagdverband Friedenthal)』とも通称された。
1943年の春、スコルツェニーは特殊部隊としての編成にあたったが部隊の兵力は1個中隊ほどであり、与えられた武器もほとんどが敵からの鹵獲品であった。これらは当時の特殊部隊の水準を満たすものではなかった。しかし、ニーチェの「危険を冒して生きよ」という言葉を座右の銘としていたスコルツェニーは、任務を断念する事なく部隊の強化に奔走するようになる。
SDの幹部でスコルツェニーの事実上の上司であったヴァルター・シェレンベルクはこの新部隊の将来性をヒトラーに良く印象づけようとしており、スコルツェニーは作戦に必要な人材をすぐに集め始めた。まず、手始めに呼んだのは大学以来の旧友であった陸軍大尉のカール・ラドルであった。ラドルはその後の数年間、スコルツェニーの副官として活躍することになる人物であった。兵員は様々な組織から集めSSの空挺大隊が大半を占めたほか、アプヴェーアのブランデンブルク大隊からも兵員を獲得した。また、通常の武装親衛隊員から志願した者も何人かいた。最終的に部隊は2個大隊に匹敵する規模に拡大されたが、彼らの国籍はバラバラでヨーロッパの各言語が部隊内で交わされることになり、これらは後の作戦行動で有効にはたらくこととなる。
しかし、スコルツェニーはまだ満足せず、部隊の武装が貧弱なままであることを問題視して再び奔走することになる。スコルツェニーはコマンド部隊と対独レジスタンス関連の文書を辞書の助けをうけて読み耽り、英軍の方式を参考にするようになる。その後、スコルツェニーはオランダへ向かいSDなどの諜報機関によって手なずけられた二重スパイを雇って、イギリスからオランダの対独抵抗組織に送られていた武器などの軍事物資を手に入れていった。運び込まれたものはプラスチック爆弾、地雷、ステン短機関銃、無電装置、消音装置付きの短機関銃などであった。こうして、スコルツェニーの部隊は拡充され、司令部のあるフリーデンタールの狩猟用山荘で訓練が行われた。部隊は急速に強化されていたので志願者が次々に集まったが、特にブランデンブルク大隊からの志願者が多くなっていた。

#### ムッソリーニ救出

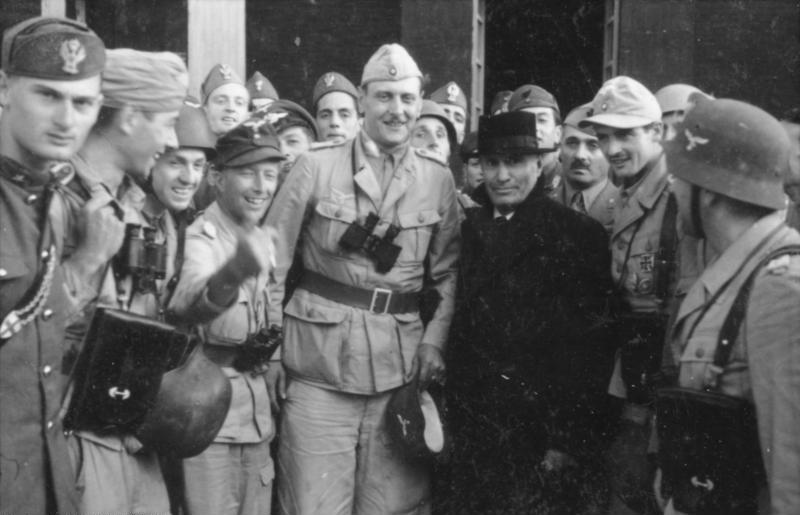
ハラルト＝オットー・モルス、スコルツェニーと救出されたムッソリーニ。グラン・サッソ前（1943年9月12日）

1943年7月25日、休暇中のスコルツェニーは親衛隊作戦本部から連絡をうけ、急遽、総統大本営へ向かうように命令された。飛行場では要人専用の飛行機とラドルが待機しており、機内でラドルとの挨拶を交わした後、軍服に着替えスコルツェニーは総統大本営へ向けて飛び立った。「狼の巣」へ到着した彼は高級将校の集められた部屋へ案内され待機させられ、スコルツェニーを含む6名の将校がヒトラーの個室に招かれることになった。
暫くして、ヒトラーが入ってくると6人は襟を正してヒトラーの副官の一人が全員を紹介していった。ヒトラーは全員をじっと見すえながら「イタリアを知っている者は誰か」と尋ね、スコルツェニーが唯一それにこたえた。ヒトラーは「諸君に尋ねるが、諸君らはイタリア人をどう思うか」と続けると「枢軸の盟友」「防共の味方」といった応答が交わされたが、スコルツェニーは「総統、私はオーストリア人です」としっかりとした口調でこたえた。これは、ヒトラーが同郷で、南チロルを奪ったイタリアについて自分が言わんとしたことをさとってくれると思った発言であり、すると、ヒトラーはスコルツェニーを見つめ「他の者は下がってよろしい。スコルツェニー大尉、君と話したい」と述べスコルツェニーは部屋に残されヒトラーと2人だけになった。
ヒトラーはすぐに用件を切り出し、幽閉されていたムッソリーニの救出作戦について語り始めた。「この任務の達成を君に命ずる。戦争にとって極めて重大な任務である。そのためには権限内であらゆる事をやれ」と強く迫られたスコルツェニーは当初、困惑したが部隊の本格的な活躍の機会とみてこれを受け入れるよう決心する。
「グラン・サッソ襲撃」の指揮を執ったスコルツェニーは9月12日、幽閉場所がグラン・サッソ山頂のホテルであることを突き止め、グライダー降下し、戦闘を発生させることなくムッソリーニを無傷で救出。面会したスコルツェニーが「ドゥーチェ！我がフューラーの命により救出に参りました！」と敬礼すると、ムッソリーニは「友人が私を見捨てない事は知っていたよ」と抱擁を交わしている。スコルツェニーはムッソリーニの印象について以前より痩せていたが、独裁者としての威厳が保たれていたと回想している。
救出されたムッソリーニは本来なら小型ヘリコプターであるFa223に乗って先に脱出する手はずだったが、Fa223の故障から小型飛行機のFi156に急遽乗り換えて脱出する事になった。ドイツ領へと逃れたムッソリーニは東プロイセン州ラステンブルクの総統大本営（ヴォルフスシャンツェ）へ護送された。この功績でSS少佐に昇進し騎士十字章を受章した。

#### チトー誘拐
1944年5月25日、レッセルシュプルング作戦を指揮。ユーゴスラビアのパルチザン指導者、チトーをドゥルヴァルの近くの司令部から誘拐し、バルカン半島における共産主義抵抗勢力を壊滅させる作戦であった。部隊が司令部のある洞窟に到達した時、チトーは数分前に脱出した後であったため、作戦は失敗した。
1944年7月20日にヒトラー暗殺計画が実行され、クーデター派が重要機関を占拠しようとしたが、ベルリンにいたスコルツェニーはクーデター派の鎮圧に協力、反乱は36時間で制圧された。

#### ホルティ息子誘拐
1944年10月、ヒトラーはスコルツェニーをハンガリーに送った。密かにソ連との講和を画策していたハンガリー摂政ホルティ・ミクローシュの息子ミクローシュ（父と同名）を誘拐して摂政を辞任させ、講和による在バルカン半島ドイツ軍の本国からの孤立を未然に防ぐ作戦であった。
スコルツェニーはウォルフ博士の偽名を名乗り変装し周辺の情報収集を行い、ミッキーマウス作戦が行われた。誘拐は成功したが摂政は講和の発表を強行。その後行われたパンツァーファウスト作戦によるクーデターは成功し、1945年4月までハンガリーには矢十字党率いる親ドイツ政権が存続した。

#### アルデンヌ
1944年10月21日、ヒトラーはアーヘンでアメリカ陸軍が鹵獲したドイツ戦車を自軍に使用した事からある作戦を発案、スコルツェニーをベルリンに呼び出し、アメリカ軍に偽装した戦車部隊の編制・指揮を命じた。グライフ作戦と名付けられたこの作戦は、アメリカ軍の軍服を着た20名以上のドイツ兵が鹵獲したジープに分乗し、M10駆逐戦車に偽装したパンター、アメリカ軍の塗装を施したIII号突撃砲などを率いて戦線の後方に侵入、アメリカ軍を攪乱する作戦であった。ドイツ軍の最後の大反攻となったアルデンヌ攻勢でこの特殊部隊はアメリカ軍を恐怖に陥れた。
一部の兵士は捕らえられたが、嘘の自白によって「部隊がパリを襲撃し、最高司令官のアイゼンハワーを誘拐または暗殺しようとしている」との噂を広めた。アメリカ軍の警備は強化され、アイゼンハワーは何週間も司令部に閉じこめられることとなった。この時「ヨーロッパで最も危険な人物」と呼ばれたスコルツェニーは、本作戦後1945年2月までソ連軍の押し寄せるドイツ東部を防衛する陸軍部隊を指揮した。

#### オーデルの戦い

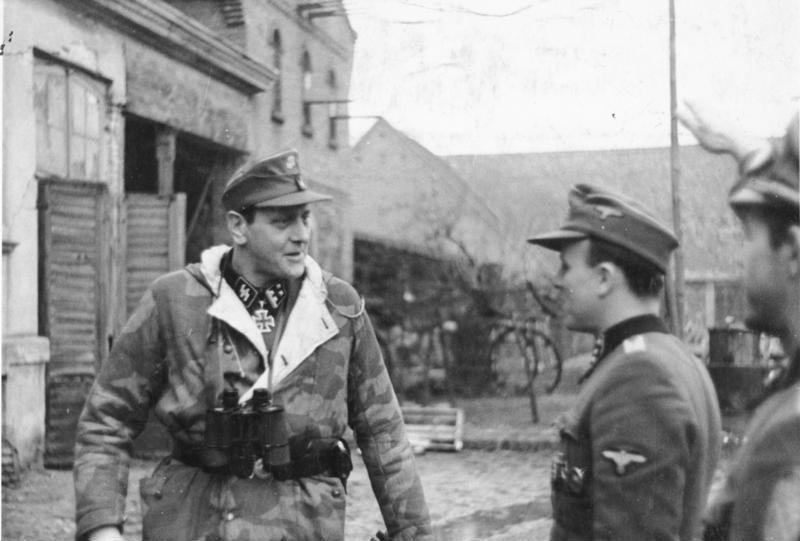
東プロイセンの前線を視察するスコルツェニー（1945年）

1945年1月30日、スコルツェニーはハインリヒ・ヒムラーから命令を受けた。当時、ヴァイクセル軍集団と国民突撃隊の指揮を務めていたヒムラーの命令は普段は訳の分からない点が多かったがこの時ばかりは、明確でポイントをついていた。命令の内容は「できるだけ多くの兵力を集めて直ちにオーデル川の東岸に橋頭堡を築け」というものであり、また「この橋頭堡は、後の攻勢のための発起点として用いるので十分なものでなければならない。また、オーデルへ向かう途中で赤軍に占領されているフライエンヴァルデの都市を奪還せよ」という命令でもあった。
スコルツェニーは目標のフライエンヴァルデの状況を集めていたが、奪還作戦は不可能とみていた。何故なら、この町について知る者がおらず、またヒムラーの司令部も総統大本営もソ連赤軍の位置を正確に把握していなかったからであった。結局、スコルツェニーはシュヴェットへ向かい、そこに橋頭堡を築こうとして翌朝の5時に1000人ほどの部隊を引き連れ出発した。2時間後、スコルツェニーの部隊はシュヴェットの町へ到着し、すぐに偵察部隊を派遣すると共に部隊の司令所として適当な場所を探した。司令所を確保したスコルツェニーは早速任務にとりかかった。まず、彼は軍隊内部に漂っている厭戦的な感情を一掃するために前線から退却してくる兵士らを食い止めて必要に応じて自分達の部隊に勧誘していった。スコルツェニーにとって赤軍の猛攻に対抗して橋頭堡を守るには手に入る兵力は全て必要であったからである。この作業を進める傍ら、スコルツェニーはどんな兵力が集められるかと考えており、部隊には信頼のおけるフリーデンタール駆逐戦隊の隊員が含まれていたが、他は傷病兵や小銃をあつかえる一握りの工兵、地元の国民突撃隊1個大隊、殆ど訓練を受けていない老人や青年を含む国民擲弾兵師団の約600名の「精鋭」がいるだけであった。地元の部隊のうちで最もましなのは180名の士官候補生のグループであったが、この時たまたまシュヴェットへ向かっていた。こうして迅速に集められた寄せ集めの部隊は兵士の所属がなんであれ強引にすすめられたが、十分もとはとれたようであった。数日後、疲れきった第8騎兵師団所属の生き残りの部隊が町の大通りを通って来たのでスコルツェニーはこの一団を兵舎に迎えて部隊に組み入れた。こうして、部隊には少しずつ兵力が増え、ついには歩兵4個大隊に匹敵する兵力となっていった。
スコルツェニーは重火器の配備を行い工場から何門かの75mm対戦車砲を調達し、また、多数の機関銃の獲得にも成功した。それでも満足しない彼はこの地域で入手できる88mm高射砲を全てかき集め、これをトラックに搭載して自走砲兵予備班として運用した。
スコルツェニーがこうした活動にあたっている最中、国家元帥であるヘルマン・ゲーリングから電話がかかってきた。ムッソリーニ救出の活躍を称え、スコルツェニーの気持ちをくんでいたゲーリングは、翌日、自分の別荘である「カリン・ハル」から「ヘルマン・ゲーリング師団」に属する精鋭600人からなる1個大隊を送ってきた。この部隊の兵員はその殆どが空軍の搭乗員の出身で、搭乗機がないまま地上勤務についた連中で驚くほどに経験不足であった。これらの若い兵士を見たスコルツェニーは彼らが長く持ちこたえられないだろうと考え、騎士鉄十字章を受けていたその部隊の指揮官である少佐の反対を押し切って自分の配下の各部隊に編入してしまった。こうして兵力の配備は完了し、この混成部隊は師団並みの戦力に膨れ上がっていた。総計で15,000人の将兵を指揮下におさめたが、ヨーロッパ各地のあらゆる兵士を集めたと言ってよく、その中にはソ連の兵士までまじっており、この部隊は『シュヴェット師団（Division Schwedt）』と正式に命名された。しかし、スコルツェニーが戦後語るところによればシュベット師団は「小型のヨーロッパ連合」の様相であり、彼自身は「ヨーロッパ師団」と呼んでいる。

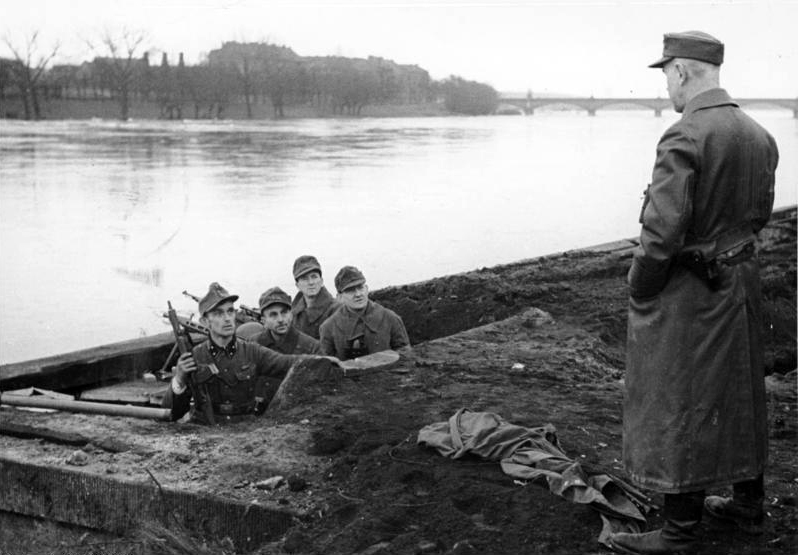
オーデル川の防衛にあたる国民突撃隊の兵士（1945年）

2月の初め、スコルツェニーは偵察班を率いて赤軍の戦力を確かめるために出発した。バート・シェーンフリースの町へ到着すると駅で30両の戦車を確認し、殆どがT-34であったがレンドリースされた何台かのシャーマン戦車も駅の反対側に隠されて配置されていた。赤軍は町の南方と東方の家屋やキャンプに宿泊しており、十分な情報を得たスコルツェニーは引き返そうとしたが突如、駅付近で戦車が稼働し始める音がしていた。赤軍が攻撃を開始したのは暫くしてからで、40両ちかいT-34と歩兵数個大隊がケーニヒスベルク（現在のホイナ。シェーンフリースの西にあり、ドイツ軍のケーニヒスベルグ空港があった）へ向けて突入してきた。スコルツェニー指揮下の降下猟兵は、退却しつつも家から家に移って戦闘を続け、ハンブルクから来ていた国民突撃隊の支援をうけて戦車10数台を撃破している。しかし、スコルツェニーにとって、敵は赤軍のみならず内部にも存在していた。スコルツェニーはこの一連の戦闘ののちシュヴェットに帰還したが、ケーニヒスベルクの国民突撃隊指揮官が戦闘司令所で彼の帰りを待っており、興奮しながらこう言った「中佐殿、お待ちしておりました、ケーニヒスベルクでは全滅しました。」この国民突撃隊指揮官はベルリンの政府と特別の関係がある党の上級役員であったが、スコルツェニーはそのようなことはおかまいなしにこの指揮官を逮捕し軍法会議ののち処刑している。なお、この処置にナチ党官房長のマルティン・ボルマンは激怒し、スコルツェニーの行動は無責任極まるとして「復讐してやる」と息巻いていた。スコルツェニーにとって「銃後」の問題は党とのトラブルだけではなかった。数日後、彼の担当する地域の軍団長に新たにSSのエーリヒ・フォン・デム・バッハ＝ツェレウスキー将軍が就任することを知った。スコルツェニーはかつてこの将軍とトラブルをおこしており、彼の予測どおり将軍はスコルツェニーの指揮に対して干渉してくるようになる。シュヴェットの戦闘司令所には命令や要請、要求がなだれ込み、これにスコルツェニーは激怒し後にこう書いている。「私を激怒させたのはバッハ＝ツェレウスキー将軍の参謀が誰一人としてシュヴェットの橋頭堡を尋ねて来なかったことだった。バッハ＝ツェレウスキー自身は、シュヴェットの城にある戦闘司令所を1、2度訪問したことがある。しかし、私はそこに殆どとどまっていなかったため、私の部下の将校から報告を聞くだけで満足し、コニャックを飲んで自分の司令部に帰ってしまった」結局、スコルツェニーはバッハ＝ツェレウスキーからくる命令は一切、無視することにしている。
1945年2月7日頃、赤軍からの激しい攻勢により、スコルツェニーは引き下がることになった。赤軍はスコルツェニーの戦闘司令所付近にまで侵入し、古城めがけて次々に砲撃を浴びせていた。城の防衛にあたっていた2個大隊の指揮官たちは「決戦兵器」ともいえるパンツァーファウストをかき集めこれに反撃した。そればかりにとどまらず、自ら決死の肉薄攻撃を仕掛ける者も存在していた。赤軍の接近により各地で同じような激戦が繰り返され、スコルツェニーは必死で戦ったが川の対岸のニッパービーゼの前哨から引きあげる必要に迫られ、これを聞いて激怒した最高司令部は無電による報告を行い、プレンツラウの司令部で待機しているヒムラーのもとに来るように命令した。その夜、スコルツェニーがヒムラーのもとに到着すると、そこではよそよそしい雰囲気でありヒムラーの副官が冷淡な口調でスコルツェニーが時間をまもらないことで非常に立腹していると説明され、面会するとヒムラーはスコルツェニーに向かい激しい口調でなじり始めた。スコルツェニーが怒鳴るように応酬するとヒムラーは急に落ち込み静かになり、さっきまで軍事裁判にかけようとしていた態度を改め、今度は夕食に招待するほどの変わりようになった。スコルツェニーはヒムラーから1門の突撃砲をあてがわれ、彼に必要なものを与える約束をとりつけたが、結局、これらの約束は守られなかった。

### 捕虜

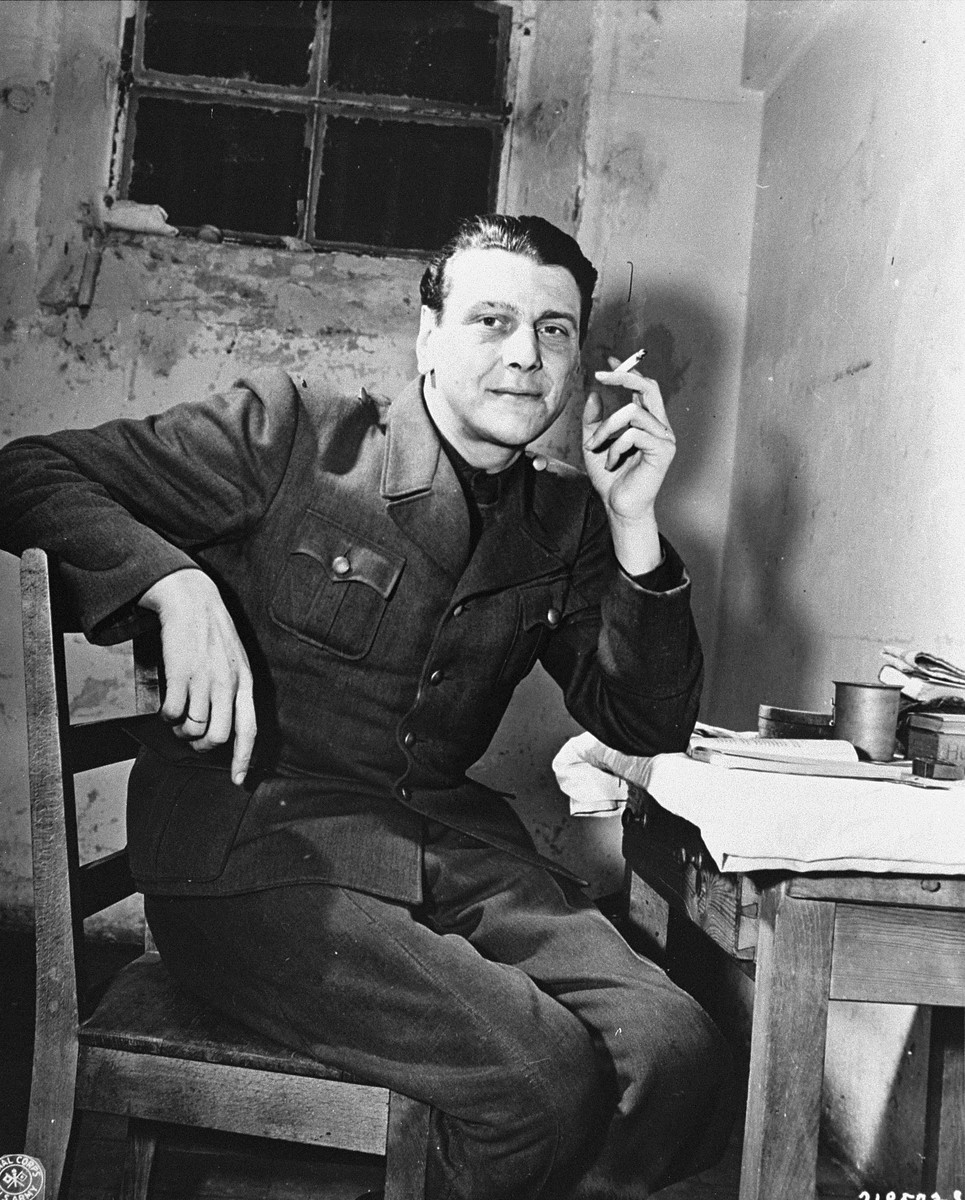
ニュルンベルクの獄中にて（1945年11月24日）

スコルツェニーは1945年5月に連合国に降伏し、2年間戦争捕虜として収容された。バルジの戦いでアメリカ軍の軍服を着用して偽装したことが戦時犯罪として訴追されたものの、連合軍も同様な作戦を実施したとして無罪判決を得て、1948年7月27日に捕虜収容所から釈放された。
その後、親ドイツとして知られたスペインのフランシスコ・フランコから与えられたとされるパスポートでスペインに定住し、エンジニアとして戦前の仕事を再開。1952年には西ドイツ政府から「ナチス主義者ではない」と正式に宣言され、自由な海外渡航が可能となった。

### 反共人士

#### ナチ亡命者支援

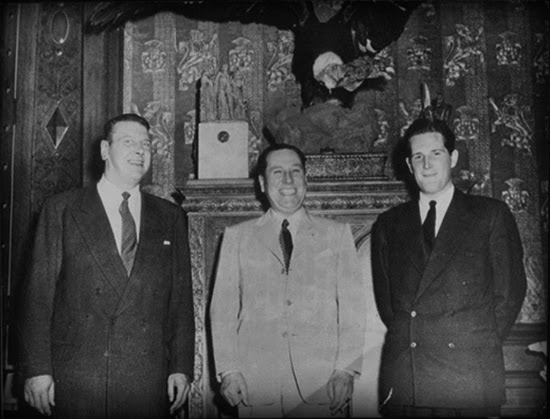
フアン・ペロンとともに（1950年代）

後の1950年代から1960年代にかけてエジプトのガマール・アブドゥル＝ナーセルおよびアルゼンチンのフアン・ペロンのコンサルタントとして働き、元親衛隊員の互助組織とされる「オデッサ」で、戦犯容疑の追及を逃れるためにスペインやイタリアを経由して、南米や中東などの国外へ逃亡するドイツの友人数十人を支援したと噂された。
こうした中で組織された「SS同志会」は、スコルツェニーによれば実に22ヶ国にまたがり、会員数は10万名に及んだという。SS同志会は本部をスペインのマドリードに置き、スコルツェニーが運営した。なお、ペロンの妻で英雄的存在のエヴァ・ペロンとの関係も噂された。

#### 軍事政権支援
またスコルツェニーは南アメリカで元ナチス親衛隊や元ドイツ軍人勢力からなる「基地」（チリの「コロニア・ディグニダ」もその1つとされる）を作ったが、これらの勢力はアメリカの黙認、もしくは支援のもとに1950年代から1970年代に、アルゼンチンのペロン政権やパラグアイのアルフレド・ストロエスネル政権、チリのアウグスト・ピノチェト政権をはじめとする南アメリカ諸国の反共軍事政権の支援を行い、これが南米で数々の反共軍事独裁政権を助け、また育むこととなった。
さらに西側世界における有力な反共人士としてみられ、その繋がりでアルジェリア戦争の後半期にはスペインに亡命したラウル・サランや、ヒトラー政権の財務大臣のヒャルマル・シャハトも関係を持った。
さらにOAS、イタリアと南アメリカを中心に活動していた反共組織ロッジP2や、その会長でロベルト・カルヴィ暗殺事件やヨハネ・パウロ1世の暗殺未遂にも関与したリーチオ・ジェッリとも関係を持った。

### モサドのスパイ
1960年代にイスラエルのモサドより接触があり、当時ガマール・アブドゥル＝ナーセル政権下のエジプトで、長距離ロケット技術者として働く元ナチスのドイツ人ロケット技術者の名前と住所のリストを渡すことを条件に、モサドやジーモン・ヴィーゼンタールの「戦犯リスト」の中から自分の名を外すこと、すなわち自らの命をイスラエルに保護してもらうこととなった。なお、この事はスコルツェニーの死後20年以上経ってから明らかになった。
その後スコルツェニーのリストと、エジプトに入り込んでいたモサドのスパイのウォルフガング・ロッツが再チェックしたリストをもとに、ロケット技術者の自宅にはモサドより手紙爆弾が送られた。その後、正確な住所をもとに手紙爆弾を送りつけられたことに憤るロケット技術者と、なすがままのエジプト当局との関係が悪化。1965年にはドイツ人のロケット技術者全員がエジプトを後にしたため計画は中止となった。

### 晩年
晩年は反共軍事政権下のアルゼンチンでセメント業を営み財を成し、また前述のイスラエルの保護のもとに南米諸国の元ドイツ軍人との交流を持ち続けた。1975年にスペインのマドリードで癌のため死去した。

## キャリア

### 親衛隊階級
（一般親衛隊）
- 1939年1月30日、親衛隊少尉 (SS-Untersturmführer)

（武装親衛隊）
- 1940年2月1日、親衛隊二等兵 (SS-Schütze)
- 1940年5月1日、親衛隊伍長 (SS-Unterscharführer)
- 1940年9月1日、親衛隊曹長 (SS-Oberscharführer)
- 1941年1月30日、親衛隊少尉 (SS-Untersturmführer)
- 1941年4月20日、親衛隊中尉 (SS-Obersturmführer)
- 1943年4月28日、親衛隊大尉 (SS-Hauptsturmführer)
- 1943年9月12日、親衛隊少佐 (SS-Sturmbannführer)
- 1944年10月16日、親衛隊中佐 (SS-Obersturmbannführer)

### 受章歴
- 鉄十字勲章（1938年版）
  -  二級鉄十字章（1941年8月26日）
  -  一級鉄十字章（1943年9月12日）
  -  騎士鉄十字章（1943年9月13日）
    -  柏葉章（826人目として1945年4月9日に受勲）
- ドイツ十字章
  -  金章（1945年1月16日）
- 名誉鑑章
  -  陸軍章（1945年2月5日）
- 東部戦線従軍記章
- 1938年3月13日記念メダル
- 1938年10月1日記念メダル（飾板付）
- 黄金・ダイヤモンド付パイロット兼観測員章（1943年9月16日）
- 一般突撃章
- 戦傷章（1939年版）
  -  黒章
  -  銀章
- 勤続章
  - ナチ党勤続章
    -  勤続10年銅章

  - SS勤続章
    -  勤続4年
- 国家社会主義学生連盟名誉バッジ
- 国家スポーツ章
  -  銀章

#### 外国勲章
- ハンガリー王室功労勲章(hu:Magyar Érdemrend)
  - 剣付戦功章

## スコルツェニーを題材とした作品
- 『グランサッソの百合』 - 宝塚歌劇団星組によるミュージカル。ムッソリーニ救出作戦を軸にしたイタリア士官とある娘の悲恋物語で、スコルツェニーも主要人物として登場する。
- 『シェイファー・ハウンド』 - 原作:吠士隆、作画:かたやままことによる日本の漫画。主人公の配属された小隊を含む師団長として、主人公の大学の先輩として登場する。
- 『鏖殺の凶鳥（フッケバイン）』 - 佐藤大輔によるSF小説。1945年・ドイツに墜落した正体不明の墜落機をめぐってベルリン南東の田舎町で繰り広げられる死闘を描く。スコルツェニーは墜落機の回収作戦を立案し、主要人物の一人として度々登場する。
- 『レッドサン ブラッククロス』 - 仮想戦記小説。第二次世界大戦で勝利したドイツによる合衆国侵攻作戦に際し、スコルツェニー率いる偽装米軍部隊が侵攻序盤に合衆国で後方攪乱を行う。